# 1851
Промислова революція •  Національно-визвольні рухи • Робітничий рух •  Російська імперія

## Геополітична ситуація
У Росії править імператор Микола I (до 1855). Російській імперії належить більша частина України, значна частина Польщі, Грузія, Закавказзя, Фінляндія, Аляска, Волощина та Молдова. Україну розділено між двома державами — Королівство Галичини та Володимирії належить Австрії, Правобережжя, Лівобережжя та Крим — Російській імперії.
В Османській імперії править султан Абдул-Меджид I (до 1861). Під владою османів перебувають Близький Схід та Єгипет, Середземноморське узбережжя Північної Африки, Болгарія. Васалами османів є Сербія та Боснія.
В Австрійській імперії править Франц-Йосиф I (до 1916). Імперія охоплює, крім власне австрійських земель, Угорщину з Хорватією, Трансильванію, Богемію, Північну Італію. Король Пруссії — Фрідріх-Вільгельм IV (до 1861). Королівство Баварія очолює Максиміліан II (до 1864). Австрія, Пруссія, Баварія та інші німецькомовні держави об'єднані в Німецький союз.
У Франції править Друга французька республіка. Франція має колонії в Алжирі, Карибському басейні, Південній Америці та Індії. На троні Іспанії сидить Ізабелла II (до 1868). Королівству Іспанія належать частина островів Карибського басейну, Філіппіни. Королева Португалії — Марія II (до 1853). Португалія має володіння в Африці, Індії, Індійському океані й Індонезії.
У Великій Британії триває Вікторіанська епоха — править королева Вікторія (до 1901). Британія має колонії в Північній Америці, на Карибах та в Індії. Королівство Нідерланди очолює Віллем III (до 1890). Король Данії та Норвегії — Фредерік VII (до 1863), на шведському троні сидить Оскар I (до 1859). Італія розділена між Австрією та Королівством Обох Сицилій. Існує Папська держава з центром у Римі.
Бразильську імперію очолює Педру II (до 1889). Після смерті президента США Закарі Тейлора посада перейшла до віцепрезидента Мілларда Філлмора. Територія на півночі північноамериканського континенту, Провінції Канади, належить Великій Британії, територія на півдні континенту належить Мексиці.
В Ірані при владі Каджари. Британська Ост-Індійська компанія захопила контроль майже над усім Індостаном. У Пенджабі існує Сикхська держава. У Бірмі править династія Конбаун, у В'єтнамі — династія Нгуєн. У Китаї володарює Династія Цін. У Японії триває період Едо.

## Події

### В Україні
- Відкрилося Київське дворянське зібрання.
- У Харкові засновано зоотехнічну службу.

### У світі
- 11 січня проголошено Тайпінське Небесне Царство.
- 1 липня в Австралії утворено колонію Вікторія.
- 2 грудня у Франції відбувся державний переворот — Луї-Наполеон Бонапарт розпустив Національні збори.
- Френсіс Ліополд Макклінток став першим європейським прибульцем на острів Принца Уельського.

### У суспільному житті
- У Лондоні проведено Всесвітню виставку.
- Через Ла-Манш прокладено перший підводний комунікаційний кабель.
- В Іллінойсі засновано Північно-Західний університет.
- У Каліфорнії засновано Університет Санта-Клари.
- Засновано компанію Western Union.
- У Нью-Йорку почала виходити газета «Нью-Йорк таймс».
- У Лондоні засновано інформаційну агенцію Reuters.

### У науці
- Вільям Томсон висунув ідею теплової смерті.
- Іполіт Фізо поставив експеримент Фізо з вимірювання швидкості світла у рухомій рідині.
- Леон Фуко публічно продемонстрував обертання Землі за допомогою маятника Фуко.
- Вільям Ласселл відкрив супутники Урана Арієль та Умбрієль.

### У мистецтві
- Почалася періодизація роману Гаррієт Бічер-Стоу «Хатина дядька Тома».
- Роман Германа Мелвілла «Мобі Дік» видано окремою книгою.
- Відбулася прем'єра опери Джузеппе Верді «Ріголетто».

### У спорті
- Відбувся перший міжнародний шаховий турнір, в перерві якого зіграно Безсмертну партію.
- Яхта Америка виграла перегони, які згодом стали Кубком Америки.

## Народились
Дивись також Категорія:Народились 1851
- 12 квітня — Едвард Волтер Маундер (англ. Edward Walter Maunder), англійський астроном
- 20 травня — Еміль Берлінер (англ. Emile Berliner), американський винахідник німецького походження; винайшов грамофон (1887)
- 23 серпня — Алоїс Їрасек (чеськ. Alois Jirásek), чеський романіст і поет.

## Померли
Див. також Категорія:Померли 1851
- 6 березня — Аляб'єв Олександр Олександрович, російський композитор.
- 11 квітня — Михайло Петрович Лазарєв, російський учений-мореплавець і військово-морський діяч.